# Policía estatal de Coahuila
La Policía Civil de Coahuila (PCC) es la corporación responsable de la seguridad pública en el estado mexicano de Coahuila, bajo el mando de la Secretaría de Seguridad Pública, en el cumplimento de las facultades que le confiere la propia Ley de Seguridad Pública con estricto apego a los derechos humanos, procurando el bienestar de la ciudadanía. El viernes 8 de febrero del 2019 la corporación cambió su nombre de Fuerza Coahuila a Fuerza Civil Coahuila, esto debido a varias quejas ante la Comisión de Derechos Humanos del Estado de Coahuila (CDHEC), por abuso de autoridad y detenciones ilegales,

## Historia
La Fuerza Coahuila entró en función el 10 de marzo del 2016 reemplazando al  Grupo de Armas y Tácticas Especiales, que entró en funciones en el año de 2009 con el objetivo de combatir el narcotráfico, pero empañado por su historial de denuncias contra el CDHEC.
La Fuerza Civil Coahuila fue creada el 8 de febrero del 2019 después de una depuración a la entonces Fuerza Coahuila, que en apenas cuatro años acumuló un total de 1800 quejas ante la CDHEC, pero no se especificó cuantos oficiales fueron dados de baja o formalizados por sus delitos tales como abuso de autoridad, detenciones ilegales e incluso desaparición forzada. Se plantea que este nuevo equipo sea más eficiente y salvaguarde la integridad de los habitantes. Esta nueva fuerza se encuentra dividida en cuatro departamentos: Policía de Acción y Reacción (encargada de combatir la delincuencia organizada así como los delitos de alto impacto, con tecnología, información y análisis), Policía Civil de Coahuila (encargada de salvaguardar la tranquilidad en la región), Policía Especializada y Policía Penitenciaria (encargada de la seguridad en los penales).